# Poltergeist II - L'altra dimensione
Poltergeist II - L'altra dimensione (Poltergeist II: The Other Side) è un film horror statunitense del 1986 diretto da Brian Gibson, sequel del film Poltergeist - Demoniache presenze e prequel di Poltergeist III - Ci risiamo.

## Trama
Dopo la scomparsa della casa sul finire del primo film, i Freeling si sono trasferiti temporaneamente nell'abitazione della madre di Diane, Jesse.
Nonostante l'apparente spensieratezza, la famiglia non si è del tutto ripresa e oltretutto la compagnia di assicurazione non è disposta a risarcire la loro vecchia casa che non esiste più. Jesse confida a Carol Anne di essere entrambe dotate di poteri di chiaroveggenza. L'anziana donna muore improvvisamente ma Carol Anne non ne è sconvolta poiché la notte precedente, col suo telefono giocattolo, aveva parlato con la nonna già nell'aldilà. Durante una mattinata in un centro commerciale, Carol Anne,  persi di vista la madre e il fratello, si imbatte in un reverendo eccentrico e inquietante che cerca la confidenza della bambina. L' arrivo di Diane e Robbie allontana lo strano individuo ma Carol Anne è visibilmente turbata. 
Una notte i fenomeni di poltergeist si scatenano nuovamente e i Freeling sono costretti ad abbandonare in fretta e furia la casa. Trascorsa la nottata in una tavola calda, la famiglia rientra in casa assieme a Taylor, un nativo americano dotato di grandi capacità sovrannaturali, mandato da Tangina Barros, l'eccentrica sensitiva che li aveva aiutati un anno prima. Taylor si stabilisce in casa Freeling per insegnare alla famiglia come fronteggiare i fenomeni.
Qualche mattina dopo, alla porta dei Freeling si presenta un certo Henry Kane, il reverendo incontrato giorni prima da Carol Anne. Alla sua vista la bambina riprova subito disagio e lo stesso accade a Diane che ha delle visioni orribili su di lui. Il reverendo insiste affinché Steve diffidi di Taylor, dicendo di far parte di un'organizzazione che difende le famiglie in crisi e insiste nel voler entrare in casa. Steve rifiuta con gran stizza di Kane che poi, rassegnato, va via sparendo.
Poco tempo dopo Tangina si reca dai Freeling e qui aiuta Diane a scoprire di essere anche lei una chiaroveggente. La stessa Diane, toccando semplicemente una foto del reverendo Kane, scopre che quest'ultimo era il capo fanatico di una setta religiosa esistita nel XIX secolo. Il reverendo e i suoi adepti si rinchiusero in una cripta aspettando il giorno in cui Kane aveva predetto la fine del mondo. L'intera setta morì nella cripta, sulla quale venne poi  costruita la vecchia casa della famiglia Freeling a Cuesta Verde. Henry Kane è in realtà lo spirito demoniaco che aveva trattenuto le anime dei defunti e rapito Carol Anne, ora è intenzionato a riprendersi la bambina. Per raggiungere tale scopo, Kane tenta in tutti i modi di insidiare la famiglia minando la sicurezza di Steve del quale riesce a impossessarsi per qualche minuto. Sarà l'amore di Diane ad aiutare il marito ad espellere lo spirito maligno dal suo corpo.
La famiglia capisce di dover tornare a Cuesta Verde, ove sorgeva la loro casa per sconfiggere Kane una volta per tutte. Affiancati da Tangina e da Taylor, scendono nella cripta e con orrore scoprono i resti dei membri della setta. Improvvisamente Kane rapisce Diane e Carol Anne portandole nell'altra dimensione. Grazie all'aiuto di Taylor, Steve e Robbie riescono a raggiungerle, appena in tempo per dare il colpo di grazia a Kane che nel frattempo aveva afferrato Carol Anne. Nella lotta, la bambina perde il contatto con i genitori e sembra essere ormai perduta nell'aldilà. Giunge però lo spirito della nonna materna per guidarla al sicuro fra le braccia dei genitori. 

## Produzione
Numerosi avvenimenti luttuosi e inspiegabili legati a questo film hanno dato vita alla Maledizione di Poltergeist: poco tempo dopo il termine delle riprese, Julian Beck e Will Sampson morirono. La scena in cui Kane canta la canzoncina religiosa a Carol Anne per tranquillizzarla viene ripresa e parodiata nel film Scary Movie 2 nel quale il manutentore canta la stessa canzone a Cindy per tranquillizzarla.